# Фёрстген-Ост

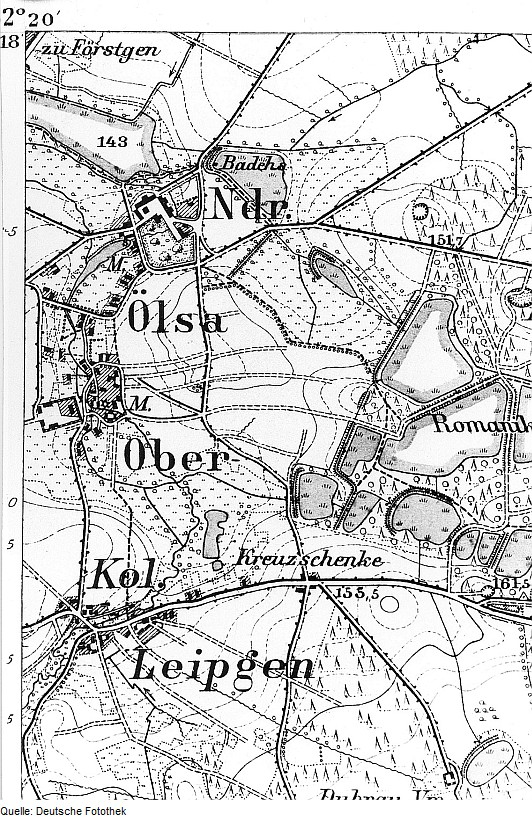
Фрагмент карты 1886 года

Фёрстген-Ост или До́лга-Боршч-Ву́ход (нем. Förstgen-Ost; в.-луж. Dołha Boršć-Wuchod) — сельский населённый пункт коммуны Мюка, район Гёрлиц, федеральная земля Саксония, Германия.

## География
Находится на территории биосферного заповедника «Пустоши и озёра Верхней Лужицы» среди обширного лесного массива, простирающегося на востоке до населённого пункта Шпройц (Спрёйцы), на юге — до населённого пункта Обер-Прауске (Горне-Брусы) и на западе — до населённого пункта Шпревизе (Лихань). Западнее деревни проходит автомобильная дорога K8471.
Соседние населённые пункты: на северо-востоке — административный центр коммуны Мюка, на востоке — Шпройц (Спрёйцы) коммуны Квицдорф-ам-Зе, на юге — деревни Лайпген (Липинки) и Вайгерсдорф (Вукранчицы) коммуны Хоэндубрау, на юго-западе — Даубан (Дубо) коммуны Хоэндубрау, на западе — деревня Хальбендорф (Полпица) коммуны Мальшвиц и на северо-западе — деревня Фёрстген (Долга-Боршч).

## История
Впервые деревня упоминается в 1359 году под наименованиями «Olsin». Населённый пункт состоит из двух частей — северной и южной, которые до 1936 года неофициально назывались Обер-Эльза и Нидер-Эльза (официальное название — Эльза). После Венского конгресса населённый пункт в 1815 году перешёл в состав Пруссии. В 1936 году деревня во время германизации населённых пунктов Третьего рейха была переименована в Кройцшенке. В 1938 году деревня была лишена статуса населённого пункта и вошла в состав соседней деревни Фёрстген. В отличие от остальных переименованных во время нацизма серболужицких населённых пунктов, которым возвратили прежние наименования после Второй мировой войны, деревня сохраняла название «Кройцшенке» до 1963 года, когда она была переименована по названию соседней деревни в «Фёрстген-Ост». В 1994 году во время территориально-административной реформы вошла в состав коммуны Мюка в статусе самостоятельного населённого пункта.
В настоящее время входит в состав культурно-территориальной автономии «Лужицкая поселенческая область», на территории которой действуют законодательные акты земель Саксонии и Бранденбурга, содействующие сохранению лужицких языков и культуры лужичан.
Исторические немецкие наименования:
- Olsin, 1359
- Oelsen, 1410
- langen Olsin, 1413
- Olße, 1508
- Oelsa, Oelßa, 1571
- Grosse Ellsse, 1590
- Oelßa, 1791
- Kreuzschenke, 1936—1963

Исторические серболужицкие наименования
- Delna Wolschina, Horna Wolschina, 1800
- Delna Wolšina, Horna Wolšina, 1835
- Delna Wolšinka, Horna Wolšinka, 1843
- Wolšina, 1885—1963

Прежнее серболужицкое наименование деревни происходит от слова «wólšina» (ольховый лес). Современное название является калькой с немецкого наименования деревни.

## Население
Официальным языком в населённом пункте, помимо немецкого, является также верхнелужицкий язык.
Согласно статистическому сочинению «Dodawki k statisticy a etnografiji łužickich Serbow» Арношта Муки в 1884 году в деревне проживало 328 жителей (из них — 259 лужичан (79 %)).
| 1825 | 1871 | 1885 | 1905 | 1925 | 2014 |
| ---- | ---- | ---- | ---- | ---- | ---- |
| 140  | 336  | 302  | 265  | 263  | 99   |